# Delmore Schwartz
Delmore Schwartz (Brooklyn, Nova York, 8 de desembre de 1913 – Nova York, 11 de juliol de 1966) va ser un poeta i escriptor de narrativa breu estatunidenc.

## Biografia

### Primers anys
Schwartz va néixer el 1913 a Brooklyn, Nova York, on també es va criar. Els seus pares, Harry i Rose Schwartz, ambdós jueus romanesos, es separaren quan ell tenia nou anys, i el seu divorci va afectar-lo molt. Tenia un germà més jove, Kenneth. L'any 1930, el seu pare de va morir sobtadament als quaranta-nou anys; encara que havia acumulat una considerable fortuna en el negoci immobiliari, Delmore Schwartz en va heretar només una porció minsa, a causa de maniobres obscures del marmessor de l'herència. Segons James Atlas, biògraf de Schwartz, «el 1946 Delmore continuava encara esperant rebre finalment el seu llegat fins».
Schwartz va assistir a la Universitat de Colúmbia i a la Universitat de Wisconsin abans de graduar-se com a Bachelor of Arts a la Universitat de Nova York l'any 1935. Aleshores va fer tasques per a graduar-se en filosofia a la Universitat Harvard, on va estudiar amb el filòsof Alfred North Whitehead, però va deixar-ho i va retornar a Nova York sense graduar-se.
L'any 1937 va casar-se amb Gertrude Buckman, crítica de llibres de la revista Partisan Review, de qui es va divorciar després sis anys.

### Carrera com a escriptor
El matrimoni desastrós dels seus pares va ser el tema de la seu conte més famós «In Dreams Begin Responsibilities» (En somnis comencen les responsabilitats), que fou publicada el 1937 en el primer exemplar de la revista Partisan Review. Aquesta història i altres contes i alguns poemes van integrar el seu primer llibre, titulat també In Dreams Begin Responsibilities, publicat el 1938 quan Schwartz tenia només vint-i-cinc anys. El llibre va ser ben rebut, i va fer d'ell una figura reconeguda dins dels cercles intel·lectuals de Nova York. La seva obra va ser elogiada per alguns dels literats més reconeguts, com ara T. S. Eliot, William Carlos Williams i Ezra Pound, i Schwartz va ser considerat un dels més dotats i prometedors escriptors joves de la seva generació. Segons James Atlas, Allen Tate va reaccionar davant del llibre declarant que «l'estil poètic [de Schwartz] marca 'la primera innovació real hem tingut des de Eliot i Pound'».
En les següents dues dècades va continuar publicant narracions, poemes, obres de teatre i assajos, i va editar el Partisan Review des del 1943 al 1955, així com The New Republic. Schwartz va quedar profundament afectat quan el seu poema èpic, Genesis, que va publicar el 1943 i ells esperava que fos considerat una obra mestra com The Waste Land de T.S. Eliot i The Cantos d'Ezra Pound, va rebre una resposta crítica negativa. Més tard, l'any 1948, va casar-se amb la novel·lista Elizabeth Pollet, relació que també va acabar amb divorci.
L'any 1959 va ser el guardonat més jove del Premi Bollingen, atorgat al recull de poesia que va publicar aquell any, Summer Knowledge: New and Selected Poems. La seva poesia difereix de la seva narrativa breu en el sentit que és menys autobiogràfica i més filosòfica. La seva poesia va esdevenir cada cop més abstracta en els seus darrers anys. Va ensenyar escriptura creativa a sis universitats, entre les quals Syracuse, Princeton i Kenyon College.
A més de ser conegut com un escriptor amb molt de talent, Schwartz era considerat un gran conversador,que dedicava molt de temps als amics a la White Horse Tavern, de Nova York.

### Mort
A causa de l'alcoholisme i d'una malaltia mental, Schwartz fou incapaç de repetir els èxits dels seus primers temps, i va passar els seus últims anys reclòs en hotels (Chelsea Hotel de Nova York i un hotel denominat Columbia Hotel, de Greenwich Village, on va morir).
Schwartz fou enterrat al Cedar Park Cemetery, d'Emerson (Nova Jersey).

## Obra publicada
- The Poets' Pack (Rudge, New York, 1932), antologia escolar que conté quatre poemes de Schwartz.
- Schwartz, Delmore. In Dreams Begin Responsibilities. ISBN 9780811206808. (New Directions, 1938), ISBN 978-0-8112-0680-8, col·lecció de narrativa breu i poemes.
- Shenandoah and Other Verse Plays (New Directions, 1941).
- Genesis: Book One (New Directions, 1943), poema llarg (poema-llibre) sobre el creixement del ser humà.
- The World Is a Wedding (New Directions, 1948), col·lecció de narrativa breu.
- Vaudeville for a Princess and Other Poems (New Directions, 1950).
- Schwartz, Delmore. Summer Knowledge: New and Selected Poems, 1967. ISBN 9780811201919. (New Directions, 1959; reprinted 1967), ISBN 978-0-8112-0191-9.
- Successful Love and Other Stories (Corinth Books, 1961; Persea Books, 1985), ISBN 978-0-89255-094-4

Publicats pòstumament
- Donald Dike, David Zucker (ed.) Selected Essays (1970; University of Chicago Press, 1985), ISBN 978-0-226-74214-4
- In Dreams Begin Responsibilities and Other Stories (New Directions, 1978), col·lecció de narrativa breu.
- Letters of Delmore Schwartz, ed. Robert Phillips (1984) ISBN 978-0-86538-048-6
- The Ego Is Always at the Wheel: Bagatelles, ed. Robert Phillips (1986), col·lecció d'assajos humorísticament extravagants.
- Schwartz, Delmore. Last and Lost Poems, 1989. ISBN 9780811210966. ed. Robert Phillips (New Directions, 1989) ISBN 978-0-8112-1096-6
- Screeno: Stories & Poems.  New Directions, 2004. ISBN 978-0-8112-1573-2.

## Traduccions al català
- La seva famosa narració breu In Dreams Begin Responsibilities (En somnis comencen les responsabilitats) està traduïda per Dolors Udina.[9]
- LaBreu edicions va publicar el 2022 un recull del seus contes amb el títol En els somnis comencen les responsabilitats, traduïts per Andreu Gomila.